# Adam Arkin
Adam Arkin (ur. 19 sierpnia 1956 w Nowym Jorku) – amerykański aktor filmowy, teatralny i telewizyjny, scenarzysta i reżyser filmowy. Syn aktora Alana Arkina.

## Najważniejsze role
- 1991: Doktor jako dr Eli Blumfield
- 1993: Zapasy z Ernestem Hemingwayem jako menadżer księgarni
- 1990–1995: Przystanek Alaska (serial telewizyjny) jako Adam
- 1998: Halloween: 20 lat później jako Will Brennan
- 1999: Aligator – Lake Placid jako Kevin
- 2000: Gorąca linia jako Joe Marks
- 2005: Hitch: Najlepszy doradca przeciętnego faceta jako Max
- 2009: Poważny człowiek jako Don Milgram
- 2012: Sesje jako Josh